# Pierre Jélyotte

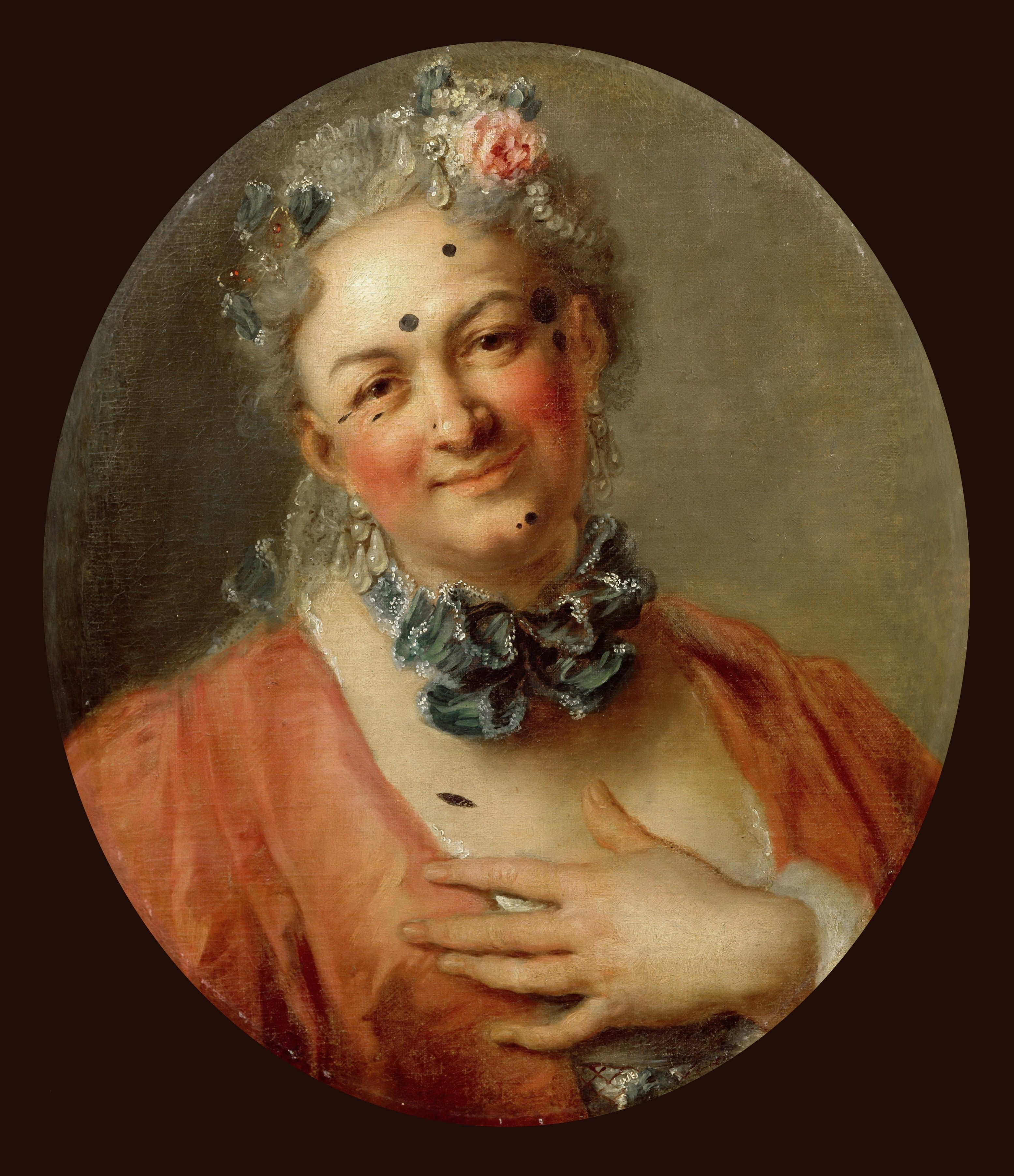
Platea nimfa szerepében Jean-Philippe Rameau Platea című opera buffa darabjában, Charles Antoine Coypel festményén (1745 k.)
Párizs, Louvre Múzeum

Pierre Jélyotte (Lasseube, 1713. április 13. – Oloron-Sainte-Marie, 1797. szeptember 11.) francia tenor, aki különösen Rameau, Lully, Campra, Mondonville és Destouches műveiben énekelt.

## Élete és pályája
Pierre Grichon néven Lasseube-ben született, Toulouse-ban tanult (ének, csembaló, gitár, hegedű, kompozíció), majd 1733-ban Párizsban a Concert Spirituel énekeseként mutatkozott be.
Ugyanebben az évben debütált az Opéra de Parisban, a Les fêtes grecques et romainesben, François Colin de Blamont alkotása. Ezt követően több szerepet jatszott Jean-Philippe Rameau operáiban, mint pl. Hippolütosz és Arikia, A gáláns Indiák, Dardanus és Zoroastre, valamint Jean-Baptiste Lully, André Campra és André Cardinal Destouches operáiban. Összesen mintegy 150 szerepet énekelt, néha nőnek öltözve.  Archiválva 2011. július 22-i dátummal a Wayback Machine-ben
Gyakran szerepelt a fontainebleau-i királyi udvarban, ahol Jean-Joseph de Mondonville Daphnis et Alcimadure című művében Daphnist, Jean-Jacques Rousseau Le devin du village című művében Colint énekelte
1755-ben visszavonult az Opérától, a Castor és Polluxban szerepelt, de 1765-ig az udvarban énekelt. Ezután csatlakozott az Orchestre du Roi-hoz (Királyi Zenekar) hegedűsként és gitárosként, majd Madame de Pompadour magánzenekarához csellóművészként, és írt néhány vígjátékot-balettet, nevezetesen a Zeliskát.
84 évesen halt meg Oloronban.

## Méltatása
Korában széles körben Európa legnagyobb énekeseként tartották számon, hangtípusát akkoriban haute-contre néven ismerték, hangja mindenképpen erőteljes volt, és bizonyos szempontból egy új énektípust jelentett, amely közelebb áll az általunk ismert tenorhoz. Korában egy új énekstílus előtt nyitotta meg a kapukat, ahogyan azt Adolphe Nourrit és Gilbert Duprez hamarosan bemutatta.

## Fordítás
- Ez a szócikk részben vagy egészben  a   Pierre Jélyotte című angol Wikipédia-szócikk ezen változatának fordításán alapul.  Az eredeti cikk szerkesztőit annak laptörténete sorolja fel. Ez a jelzés csupán a megfogalmazás eredetét és a szerzői jogokat jelzi, nem szolgál a cikkben szereplő információk forrásmegjelöléseként.